# Lino Enea Spilimbergo
Lino Enea Spilimbergo (* 12. August 1896 in Buenos Aires; † 16. März 1964 in Unquillo, Provinz Córdoba) war ein argentinischer Zeichner und Künstler.

## Leben
Im Jahr 1917 schloss er sein Kunststudium ab und war damit nationaler Kunstprofessor.
Seine ersten Werke wurden ab 1919 in Argentinien ausgestellt. Seine erste Einzelausstellung fand 1921 statt. Im Jahr 1925 zog er nach Norditalien, ein Jahr später nach Frankreich. Dort gründete er, zusammen mit Alberto Morera, Raquel Forner, Víctor Pissarro und Pedro Domínguez Neira, die sogenannte Pariser Gruppe. Auch während er in Europa lebte, wurden seine Werke in Argentinien ausgestellt. Er stellte in Rom, Florenz, Mailand, Genua, New York, Lima, Viña del Mar und Montevideo aus. Fünf Jahre blieb er in Europa, ehe er wieder nach Buenos Aires zurückkehrte. 
Zwischen 1934 und 1939 arbeitete er als Kunstprofessor am Argentinischen Institut für Grafik und zwischen 1935 und 1948 als Professor für Kunst an der Nationalen Schule Prilidiano Pueyrredón. In den Jahren 1939 und 1940 unterrichtete er in der bolivianischen Akademie der bildenden Kunst in Potosí.
1960 ließ er sich in Paris nieder. Am 18. Mai 1956 wurde er von der Nationalen Akademie der Schönen Künste zum „Académico de Numero“ ernannt. Spilimbergo verstarb am 16. März 1961. Sein Haus in Argentinien wurde von der Gemeinde gekauft und in ein Kunstmuseum umgebaut. Das Museum wurde am 24. November 1967 eröffnet.